# Немажин
Немажин (пол. Niemarzyn) — село в Польщі, у гміні Мейська Ґурка Равицького повіту Великопольського воєводства.
Населення — 414 осіб (2011).
У 1975-1998 роках село належало до Лешненського воєводства.

## Демографія
Демографічна структура станом на 31 березня 2011 року:
|          | Загалом | Допрацездатний вік | Працездатний вік | Постпрацездатний вік |
| -------- | ------- | ------------------ | ---------------- | -------------------- |
| Чоловіки | 209     | 47                 | 139              | 23                   |
| Жінки    | 205     | 49                 | 112              | 44                   |
| Разом    | 414     | 96                 | 251              | 67                   |